# Sandro Basadse
Sandro Basadse (georgisch სანდრო ბაზაძე; * 29. Juli 1993 in Tiflis) ist ein georgischer Säbelfechter.

## Erfolge
Sandro Basadse stammt aus einer Fechter-Familie. Sein Vater Merab war ebenso im Fechtsport aktiv und wurde auch Präsident des georgischen Fechtverbandes, sein Bruder Beka Basadse nahm an zahlreichen Weltmeisterschaften teil. 2016 gab Basadse in Rio de Janeiro nach erfolgreicher Qualifikation im Vorfeld sein Olympiadebüt. Er gewann in der Einzelkonkurrenz sein erstes Gefecht, schied aber im anschließenden Achtelfinale gegen den Südkoreaner Kim Jung-hwan knapp mit 14:15 aus. Bei den Europameisterschaften 2017 in Kiew, 2018 in Plowdiw und 2019 in Leipzig belegte er jeweils den dritten Platz und sicherte sich so die Bronzemedaille.
Seine zweite Olympiateilnahme folgte bei den 2021 ausgetragenen Olympischen Spielen 2020 in Tokio. Im Einzel gelangen ihm zunächst drei Siege, womit er ins Halbfinale einzog. In diesem verlor er gegen den Ungar Áron Szilágyi mit 13:15. Im abschließenden Gefecht um die Bronzemedaille unterlag er mit 11:15 einmal mehr Kim Jung-hwan und verpasste damit als Vierter knapp einen Medaillengewinn. Während er sich bei den Europameisterschaften 2022 in Antalya und 2023 in Plowdiw jeweils den Titelgewinn sicherte, belegte er bei den Weltmeisterschaften 2022 in Kairo in dritten und 2023 und Mailand den zweiten Platz. Im Finale 2023 unterlag er dem US-Amerikaner Eli Dershwitz. Basadse gewann bei den Europaspielen 2023 in Krakau im Einzel die Goldmedaille. Bei den Olympischen Spielen 2024 in Paris schied Basadse in der Einzelkonkurrenz im Achtelfinale gegen den Ägypter Mohamed Amer knapp mit 14:15 aus. Ein Jahr darauf gelang ihm in Tiflis der Titelgewinn bei den Weltmeisterschaften.
Basadse ist verheiratet und hat zwei Kinder.